# Welke Beheer
Welke Beheer (kortweg Welke) was een financiële dienstverlener, gevestigd in Hoorn. 
De organisatie werd in 1998 opgericht en was onder meer actief in hypothecaire leningen. In 2012 nam Welke de activiteiten van Huis & Hypotheek over. Een jaar later, in 2013, werd Welke zelf overgenomen, en onderdeel van CMIS Group. CEO Martin Keegstra trad daarbij toe tot de directie van CMIS Group. Op dat moment had het bedrijf 105 medewerkers in dienst, en ondersteunde het 300 intermediairs, waarvan er 60 werkzaam waren voor het label "Huis & Hypotheek". Andere labels van het bedrijf waren Welke Financiële diensten, Welcium Hypotheekdiensten, Organytel en MCDK&P. Een dochterbedrijf van Welke was de intermediair Infact in Almere.